# ヴィルヘルムス・ファン・ナッソウエ
『ヴィルヘルムス・ファン・ナッソウエ』（オランダ語: Wilhelmus van Nassouwe）あるいは『ヴィルヘルムス』（Wilhelmus）は、オランダの国歌。旋律は世界の国歌のうちで最も古いといわれる。

## 成立
題名になっている「ヴィルヘルムス・ファン・ナッソウエ」とは、八十年戦争の指導者で現オランダ王家オラニエ＝ナッサウ家の始祖でもあるオラニエ公ウィレム1世のことである。スペインが派遣したアルバ公の追及を逃れ、ドイツに亡命していたウィレムは、1568年に弟たちと連携してネーデルラント（今日のベネルクス諸国）へ侵攻した。ウィレムらの軍勢は緒戦では勝利したものの、結局はアルバ公に撃退されて再度亡命した。
『ヴィルヘルムス』はこのウィレムの2度目の亡命の時期に、ウィレムの腹心シント・アルデホンデ領主フィリップス・ファン・マルニクスが作詞したと伝えられているが、異説もある。ウィレムが一人称で語る形を取っており、スペインへの反乱の同志を鼓舞し、またドイツの諸侯へのプロパガンダともなっている内容である。
旋律は1569年頃によく歌われていたフランスの従軍歌が元になっていて、最古の楽譜は1574年のものである。
『ヴィルヘルムス』は古くから歌い継がれてきたものの、1815年にオランダ王国が成立した際には『ネーデルラントの血』が国歌に選ばれた。しかし『ヴィルヘルムス』の人気が上回り、公式行事で使われることも多くなったため、1932年に正式に国歌に定められた。
歌詞は全部で15番まであるが、それぞれの最初の文字をつなげると“WILLEM VAN NASSOV”（Willem van Nassauの古い綴り）になるというアクロスティックの技法が用いられている。ただし現行の歌詞では綴りが改められている。今日唱われるのは1番と6番のみである。

## 日本語歌詞
我 オラニエ公ウィレムは
由緒正しきドイツの血筋なり
我は死ぬまで
祖国への忠誠を誓わん
オラニエ公である我は
何者にも恐れず自由である
スペイン国王よ 我はこれまで
そなたへの忠誠を尽くしてきた
我が盾 我が希望
それは我の主 神である
我が頼れるものはあなたに他ならぬ
我を見捨てることなかれ
我に勇気を与え給え
永遠に下僕とならん
我を脅かす災と敵から
護り給え

## 補足
- 1番（および15番）でスペイン王への忠誠が歌われている。これは、八十年戦争の開戦初期には「スペイン王の意に反して圧制を行なう執政の打倒」が大義として掲げられていたことを反映している。
- 4番では、開戦初期の戦闘であるヘイリヘルレーの戦いで戦死した、ウィレム1世の弟アドルフに言及している。ウィレムはこの後さらにローデウェイク、ヘンドリックの2人の弟をこの戦争で失った。
- 5番でウィレムの家系を「気高く高貴な皇帝の家系」と称している。これはナッサウ家から1人だけ神聖ローマ帝国の君主[注釈 1]が出ていることによる。ただし、その人物であるアドルフ・フォン・ナッサウはウィレムの直接の先祖ではなく、ナッサウ家の別の系統に属する[注釈 2]。
- 11番ではウィレム自身のネーデルラント侵攻について語っている。ウィレムの軍勢は南部のマーストリヒト近郊まで進出していたが、アルバ公が反乱軍の消耗を狙って決戦を避けたため、撤退に追い込まれた。しかし、詩の中では自らの軍勢に敵も恐れをなしていたと歌われている。

## その他
モーツァルトが子供時代（1766年頃）に作曲したピアノ独奏曲に、「オランダ歌曲『ヴィルヘルムス・ファン・ナッサウ』による7つの変奏曲」K.25という作品がある。